# 少数決
少数決（しょうすうけつ）とは議論ののちに少数の賛成にとどまる意見を決定意見とすること。あるいは特権身分による決定に抗議する文脈で用いられる表現。

## 概要
合議制による意思形成は、合議者それぞれの権利を最大限尊重する意味では全会一致が望ましい。しかし合意に至る現実的な可能性のなかで通常は多数決による決定が選択されることがある。
このさい、審決の前提として十分な議論のなかで意見の一致をさぐり、少数の意見についても主張の機会を十分に設け、その全部または一部が議論の過程で多数意見となる可能性や、今回多数意見とならない場合でも次回以降に多数意見となる可能性を保護する観点がある（少数意見の尊重）。あるいは討論の過程で互いに説得しあい、妥協することによって多数意見と少数意見との「平等性」に生じた矛盾をできるだけ少なくすることが求められる。ハンス・ケルゼンはこの観点から多数決原理を「多数・少数決」と呼ぶ。
通常、単純合議制においては少数意見が決定とされることはないように思われる。しかし現実の意思形成にはさまざまなパーテイションがおかれていることがあり、その結果として「少数の特権をもつ者の反対により多数派の合意が実施できない」状況がある。これを揶揄する文脈で「少数決」が用いられることがある。これは大統領制における拒否権や公共事業のさいの土地買収にかかる地権者の土地所有権（財産権）の優越性などにみられる。階層的な意思形成パーテイションを前提とするばあいには、最小勝利連合が成立する。資本金100万円のA社が資本金100万円のB社の51%の株式を、そのB社がおなじく資本金100万円のC社の51%の株式を保有している場合、A社の株主のうち51%の株式を保有するオーナー（出資額51万円）は3社全体（出資総額198万円、100+49+49）の経営権を実質的に握ることが出来る。